# Nando (Burkina Faso)
Nando, in precedenza denominata regione del Centro-Ovest (Centre-Ouest, in francese) è una delle 17 regioni del Burkina Faso. La capitale della regione è Koudougou. 

## Province
La regione è suddivisa in 4 province:
- Boulkiemdé
- Sanguié
- Sissili
- Ziro